# 隆美爾戰時文件
《隆美爾戰時文件》（英語：The Rommel Papers）是納粹德國陸軍元帥埃爾溫·隆美爾的戰時文集，出版於1953年。

## 寫作背景
本書由英國記者、歷史學家B·H·李德·哈特與前非洲軍團總參謀長弗里茨·拜爾萊因中將編輯而成，由B·H·李德·哈特為其作序。
李德·哈特在其編撰工作中存在個人企圖，其透過哄骗隆美尔的遗孀以獲取对自己有利的文件，並在涉及機械化戰爭、機動戰方面時，将隆美尔扭曲為自己理論的「学生」，在李德哈特筆下，其於一戰提出的「間接路線」理論便成为了德軍「闪电战」之濫觴、也是後者能在1940年取得重大勝利的原因。政治学家约翰·米尔斯海默在其著《歷史之重》（The Weight of History）中對此大加批判，並總結「李德哈特透過德軍將領之口操弄歷史」。

## 聲譽
历史学家马克·康纳利（Mark Connelly）认为，《隆美爾戰時文件》是导致“隆美尔文艺复兴”和他在“英语圈恢復聲譽”的两部基础著作之一，另一部是戴斯蒙德·杨（Desmond Young）的传记《隆美尔：沙漠之狐》（Rommel: The Desert Fox）。这本书將隆美尔塑造成了出色的指挥官。在引言中，李德·哈特將隆美尔和阿拉伯的劳伦斯相提並論，將其併稱為“两位沙漠战争的大師”。

## 外部連結
- Reuth, Ralf Georg. . London: Haus Books. 2005. ISBN 978-1-904950-20-2.
- Smelser, Ronald; Davies, Edward J. . New York: Cambridge University Press. 2008. ISBN 978-0-521-83365-3.
- Wette, Wolfram. . Cambridge, Mass.: Harvard University Press. 2007. ISBN 978-0-674-02577-6.